# Карлос Алберто Торес
Карлос Алберто Торес (порт. Carlos Alberto Torres; 17. јул 1944 — 25. октобар 2016) био је бразилски фудбалер.

## Биографија
Рођен је у Рио де Жанеиру, где је почео да игра фудбал. Са 19 година потписао је уговор са Флуминенсеом, показао је квалитет и одличан преглед терена. Упркос чињеници да је играо као десни бек, често је учествовао у нападачким акцијама. За Флуминенсе је играо три сезоне и играо је у више од 100 утакмица за тим (постигао је 9 голова). Године 1966. придружио се Сантосу, где се задржао наредних осам година. За то време играо је на 440 утакмица у којима је постигао 36 голова. Од 1974. до 1977. године Карлос Алберто поново је играо за Флуминенсе. У дресу Сантоса и Флуминенсеа, освојио је укупно седам титула у првенству Рија и Сао Паула.
Од 1977. до 1981, каријеру је наставио у Сједињеним Државама, у чувеном клубу Њујорк космос. Тај клуб је окупио у својим редовима старије фудбалске звезде тог времена, један од њих је био саиграч у репрезентацији Пеле, Франц Бекенбауер и други.
Светску славу је стекао захваљујући учешћу у репрезентацији Бразила. Био је најистакнутији на Светском првенству 1970. године, када је био капитен Бразила, а помогао је репрезентацији да освоји трећу титулу првака света. Гол Карлоса Алберта у финалу против Италије, сматра се једним од најчувенијих голова у историји светских првенстава.
Након завршетка играчке каријере, постао је тренер. Радио је са сјајним тимовима као што су Фламенго, Коринтијанс и Ботафого. Са Ботафогом је остварио највеће успехе — бразилско првенство (после победе над Фламенгом 1983. године), две Лиге Кариоке, турнир Рио-Сао Пауло и трећи најважнији јужноамерички трофеј Копа КОНМЕБОЛ. Након тога је био тренер у другим земљама, али није имао запажених резултата.
Бавио се политиком. Од 1989. до 1993. године био је потпредседник и први секретар Градског већа Рио де Жанеира, као представник Демократске радничке партије Бразила. Године 2008. кандидовао се за место заменика градоначелника Рио де Жанеира, али није изабран.
Син Карлоса Алберта, Карлос Алешандре Торес, такође је био фудбалер. Играо је у периоду од 1985. до 2001. у Флуминенсеу, Васко да Гами и Нагоји Грампус ејт.
Био је изабран у Светски тим 20. века, а Пеле га је сврстао 2004. године на ФИФА 100 листу најбољих живих фудбалера. Члан је Куће славних бразилског музеја фудбала и био је члан фудбалске Куће славних Сједињених Држава. У јануару 2013. године, проглашен је једним од шест амбасадора Светског првенства у Бразилу 2014. године, а поред њега су још били Роналдо, Бебето, Марио Загало, Амарилдо и Марта.
Преминуо је 25. октобра 2016. године у Рио де Жанеиру у 73. години од последица срчаног удара.

## Успеси

### Клуб
Флуминенсе
- Лига Кариока: 1964, 1975, 1976.
- Куп Гуанабара: 1966.

Сантос
- Рекопа Судамерикана: 1968.
- Куп Прата: 1968.
- Лига Паулиста: 1967, 1968, 1969, 1973.

Њујорк космос
- НАСЛ Сокер боул: 1977, 1978, 1980, 1982.

#### Репрезентација
Бразил
- Светско првенство: 1970.

#### Индивидуалне награде
- Најбољи тим на светском првенству: 1970.
- Најбољи тим 20. века: 1998.
- Фудбалска Кућа славних Сједињених Држава: 2003.
- ФИФА 100: 2004.
- Најбољи фудбалер века: ТОП 50[8]
- Бразилски фудбалски музеј — Кућа славних